# Шода (деревня)
Шода — деревня в Костромском районе Костромской области. Входит в состав Сандогорского сельского поселения.

## География
Находится в юго-западной части Костромской области на расстоянии приблизительно 34 км на север по прямой от железнодорожной станции Кострома-Новая на правом берегу реки Меза.

## История
Деревню основали в 1800-1810гг, заселив крестьянами из Повернихино в 1810 году по 6 ревизской сказки ГАКО. В 1872 году здесь было учтено 11 дворов, в 1907 году здесь отмечено было 53 двора.

## Население
Постоянное население составляло 76 человек (1872 год), 146 (1897), 225 (1907), 42 (1980), 20 в 2002 году (русские 100 %), 4 в 2022.